# Brug 2260
Brug 2260 is een bouwkundig kunstwerk in Amsterdam Nieuw-West. De brug bestaat uit metalen leuningen, een houten overspanning en betonnen landhoofden. De overspanning wordt daarbij ondersteund door metalen pijlers.  
Het is een uit 2002 stammende voetbrug die werd gelegd tussen twee buurten in de wijk De Aker in de Middelveldsche Akerpolder op de westelijke rand van Amsterdam. De brug verzorgt voor voetgangers de verbinding tussen de wijken die vernoemd zijn naar meren (zuid) en bergen (noord). Ze komt vanaf de Pracanalaan, vernoemd naar een Portugees meer. De brug sluit daarbij aan op de oudste straat hier: de Noorderakerweg. Die kreeg haar naam al in de tijd dat het gebied nog een agrarische bestemming had voor de in 1921 bij Amsterdam gevoegde gemeente Sloten. 